# ای‌سی‌دلکو
ای‌سی‌دلکو (انگلیسی: ACDelco) شرکت تولیدی آمریکایی است، که در زمینه ساخت قطعات و لوازم خودرو فعالیت می‌نماید.
شرکت ای‌سی‌دلکو در سال ۱۹۱۶ توسط ویلیام سی. دورانت تأسیس شد و امروزه از شرکت‌های تابعه جنرال موتورز می‌باشد. دفتر مرکزی این شرکت در شهر گرندبلانس، میشیگان قرار دارد.